# Rainer Loch
Rainer Loch (* 14. Dezember 1961) ist ein deutscher Basketballtrainer und ehemaliger -spieler.

## Leben
Als Spieler stieg Loch, dessen Stärke der Dreipunktwurf war, 1990 mit dem TVG Trier von der 2. Basketball-Bundesliga in die Basketball-Bundesliga auf.
1994 war Loch beim TVG Trier kurzzeitig als Interimstrainer in der Bundesliga tätig. In der Saison 1999/2000 betreute er den luxemburgischen Verein T71 Dudelange als Trainer.
2008 wurde Loch Manager des Basketball-Internats Trier, im Sommer 2009 trat er zusätzlich das Traineramt bei der U16-Jugendmannschaft des TBB Trier in der JBBL an sowie ab Anfang Dezember 2009 auch das Traineramt bei Triers U19-Mannschaft in der NBBL. Im Hauptberuf ist Loch als Lehrer in den Fächern Englisch, Naturwissenschaften und Sport tätig. Im Sommer 2011 zog er sich aus dem sportlichen Bereich des Trierer Nachwuchses zurück.